# Mỹ thuật

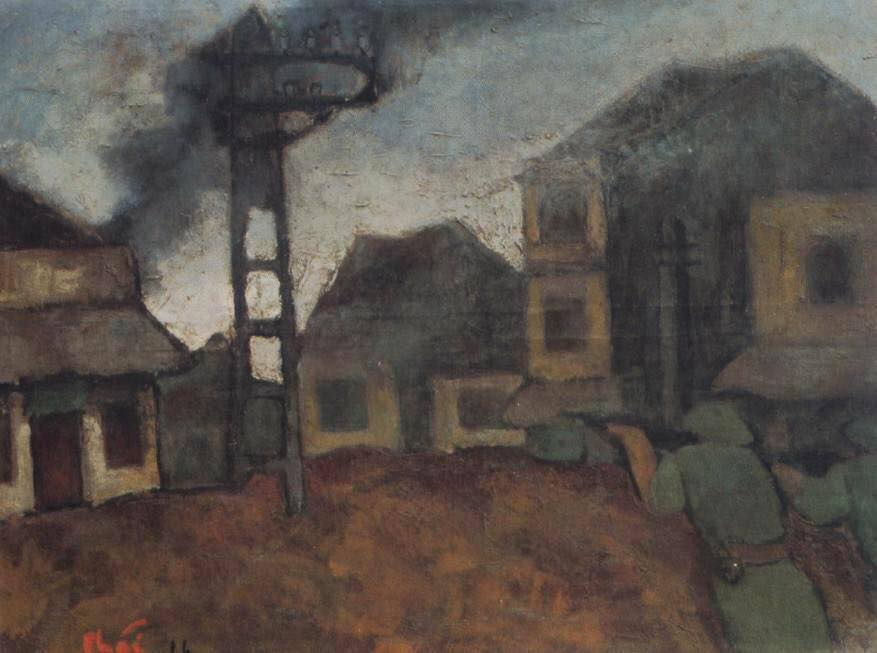
Tranh vẽ Hà Nội năm 1946 của họa sĩ Bùi Xuân Phái

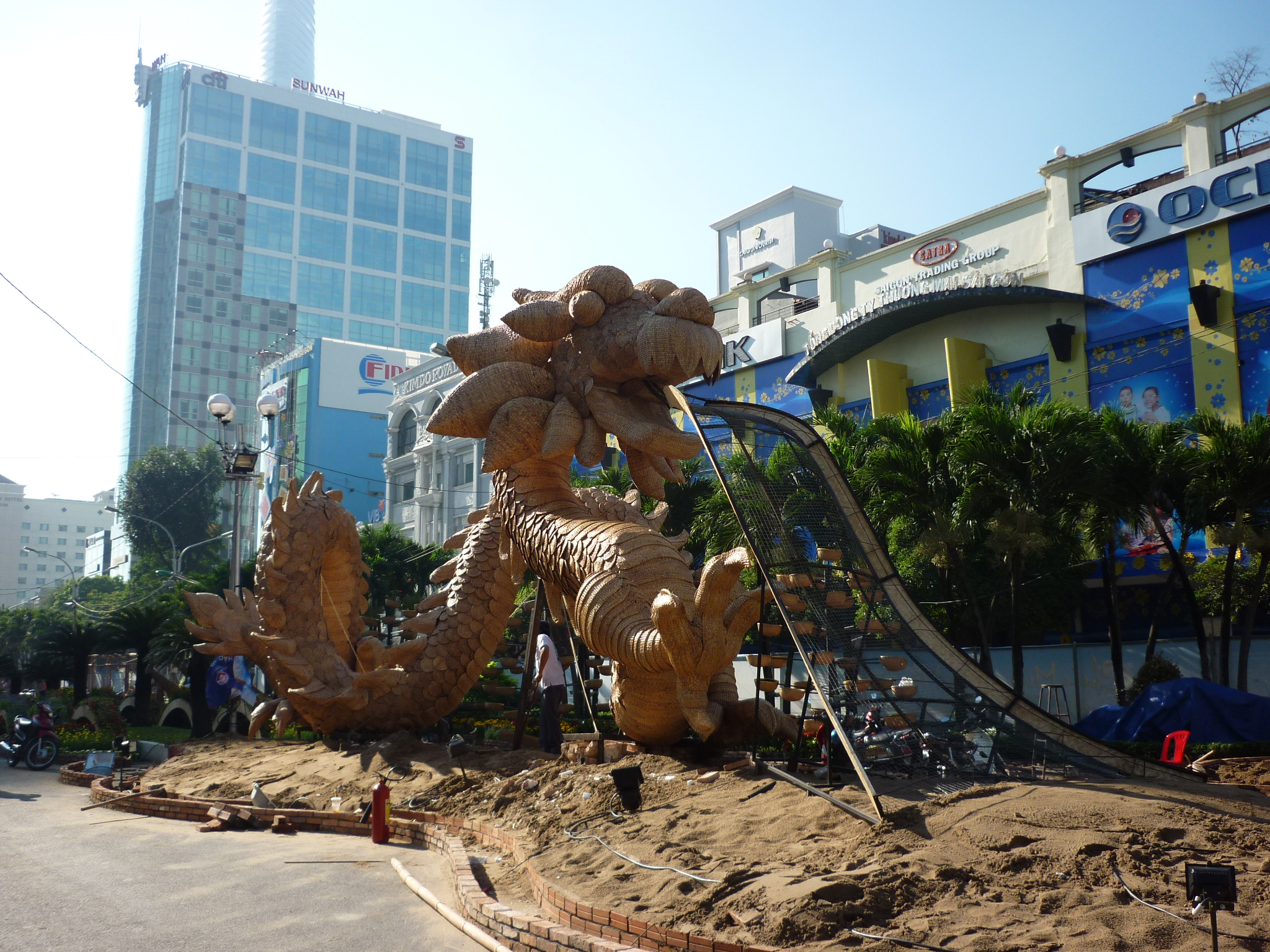
Con rồng bằng xốp và lục bình khô do họa sĩ Nguyễn Minh Phương thiết kế 2012.

Mỹ thuật  hiểu nôm na là "nghệ thuật của cái đẹp" ("mỹ",theo tiếng Hán-Việt, nghĩa là "đẹp"). Đây là từ dùng để chỉ các loại nghệ thuật tạo hình chủ yếu là: Hội họa, Đồ họa, Điêu khắc, Kiến trúc. Theo cách nhìn khác, từ "mỹ thuật" (đẹp + nghệ thuật), Mĩ thuật là một lĩnh vực văn hóa (vật thể) do con người tạo ra . Ví dụ: vẻ đẹp của một bức tranh, giá trị thẩm mỹ của một công trình kiến trúc.

## Nghĩa hàn lâm
Có nhiều cấp độ thưởng thức cái đẹp, phụ thuộc vào sự hiểu biết, khiếu thẩm mĩ và ý thích của riêng từng người. Do đó, quan niệm về mĩ thuật cũng chưa nhất quán theo một chuẩn mực nào. Tuy nhiên, một tác phẩm được đánh giá là có phần mĩ thuật biểu hiện tốt thì ít nhiều tác phẩm đó phải có âm vang về tính kinh viện, hàn lâm.
Theo từ điển từ vựng mĩ học của Étienne Souriau - 1990, tiêu chuẩn mĩ thuật mang tính kinh viện gồm có: nhạy cảm, mang tới cho người thưởng thức nhiều cảm xúc; diễn đạt tốt không gian trong tranh, thời gian; mức độ diễn tả đạt tới một trong các loại hình mĩ học. Ví dụ: thông qua ngôn ngữ tạo hình, tác giả diễn đạt thành công một tác phẩm mang tính triết lý sâu sắc, cho dù các hình tượng trong tranh mang tính trừu tượng hoặc tượng trưng. Mĩ thuật là môn nghệ thuật có ngôn ngữ riêng, muốn học hay hiểu đúng về môn này cần phải hiểu ngôn ngữ của nó.

## Nghĩa rộng
Đôi khi ta còn gặp thuật ngữ "mĩ thuật" trên sân khấu và trong cuộc sống hằng ngày. Từ "mĩ thuật" còn được dùng khi phân biệt những ngành lớn của hội họa: mĩ thuật ứng dụng, mĩ thuật công nghiệp, mĩ thuật trang trí...; mỗi ngành có một đặc thù riêng về kĩ thuật thể hiện và giá trị sử dụng. Trên thế giới, và ở cả Việt Nam, những người hoạt động trong ngành thường chỉ thừa nhận khái niệm mĩ thuật theo nghĩa hàn lâm và có sự phân biệt rõ rệt giữa mĩ thuật với thủ công mĩ nghệ và mĩ thuật ứng dụng. Đơn giản hơn: mĩ thuật là những đường nét được con người tự quy ước với nhau theo cảm nhận được sử dụng để biểu lộ thế giới thực tại gián tiếp qua 1 chất liệu nào dó theo một cách riêng của mỗi người cho là đẹp.

## Lĩnh vực
Mĩ thuật bao gồm một số lĩnh vực nghệ thuật thị giác như:
- Hội họa: nghệ thuật tạo hình trên bề mặt 2 chiều một cách trực tiếp. Các tác phẩm hội họa mang tính độc bản. Hội họa được coi là mảng quan trọng của mĩ thuật.
- Đồ họa: là nghệ thuật tạo hình trên bề mặt 2 chiều một cách gián tiếp qua các kĩ thuật in ấn, vì vậy một tác phẩm đồ họa thường có nhiều bản sao.
- Điêu khắc: là nghệ thuật tạo hình trong không gian ba chiều (tượng tròn) hoặc hai chiều (chạm khắc, chạm nổi).

Đây là khái niệm theo nghĩa hàn lâm, là khái niệm cơ bản nhất và là cơ sở để đánh giá các tác phẩm mĩ thuật .
Hiểu rộng ra, cái gì thuộc nghệ thuật thị giác thì cũng được coi là thuộc mĩ thuật. Đặc biệt những xu hướng mĩ thuật đương đại xuất hiện từ khoảng thập niên 1960 bao gồm:
- Nghệ thuật Sắp đặt (Installation art)
- Nghệ thuật Trình diễn (Performance art)
- Nghệ thuật Hình thể (Body art)
- Nghệ thuật Đại chúng (Popart)
- và nhiều loại hình khác.

Lưu ý, tên gọi các môn nghệ thuật thị giác này chưa thực sự thống nhất trong tiếng Việt.